# Ternî
Ternî (în ucraineană Терни) este o așezare de tip urban din raionul Nedrîhailiv, regiunea Sumî, Ucraina. În afara localității principale, mai cuprinde și satele Babakove, Dolîna, Holodne, Hostrîi Șpîl, Kivșîk, Mazne, Șmatove și Volodîmîrivka.

## Demografie
Componența lingvistică a așezării de tip urban Ternî
     Ucraineană (96,49%)
     Rusă (2,88%)
     Alte limbi (0,29%)
Conform recensământului din 2001, majoritatea populației așezării de tip urban Ternî era vorbitoare de ucraineană (96,49%), existând în minoritate și vorbitori de rusă (2,88%).

## Personalități născute aici
- Anatoli Mokrenko (1933 - 2020), cântăreț ucrainean.